# Phyllogomphoides appendiculatus
Phyllogomphoides appendiculatus là loài chuồn chuồn trong họ Gomphidae. Loài này được Kirby mô tả khoa học đầu tiên năm 1899.